# Астровирусы
Астровирусы (лат. Astroviridae) — семейство вирусов, обнаруженных в 1975 году при помощи электронной микроскопии в стуле человека.
Наряду с Picornaviridae и Caliciviridae, астровирусы являются третьим семейством безоболочечных вирусов с одноцепочечной геномной (+)РНК. Астровирусы человека являются одной из причин гастроэнтеритов у детей раннего периода.

## Симптомы
У детей и взрослых вызывают гастроэнтериты. Ключевые симптомы — диарея, тошнота, рвота, недомогание и боли в животе. Инфицированные не нуждаются в госпитализации так как симптомы заболевания проходят сами собой в течение короткого периода.

## Диагностика
Электронная микроскопия, ИФА, иммунофлуоресценция, ПЦР позволяют выявить вирусные частицы, антигены или нуклеиновые кислоты в фекалиях инфицированных людей.
Метод ПЦР в реальном времени позволяет обнаружить все генотипы астровирусов человека.

## Профилактика
Не существует вакцины или противовирусных средств против астровирусной инфекции. Личная гигиена снижает вероятность заболевания.

## Вирион
Вирионы астровирусов имеют размер около 28—35 нм в диаметре, икосаэдрическую форму, а также звездчатую поверхность, с пятью или шестью отростками. Вирусы не содержат оболочки, геном представлен РНК.

## Классификация
Семейство астровирусов включает два рода: Mamastrovirus (19 видов), инфицирующие млекопитающих, и Avastrovirus (3 вида), инфицирующие птиц. Виды также разделяются на серовары.